# Ingredion
Ingredion (fosta Corn Products International) este o companie americană fondată în anul 1906 prin fuziunea celor mai mari rafinării de porumb din SUA.
Compania este cel mai mare procesator de porumb din lume
și produce amidon, glucoză, siropuri, dextroză și alți aditivi alimentari.
Corn Products International deține 15 fabrici în întreaga lume.
Sediul companiei este în Westchester, Illinois, o suburbie a orașului Chicago.
Printre clienții Corn Products se numără The Coca-Cola Company, Kellogg, Unilever și Nestle.
În iunie 2008, compania Bunge a anunțat că va cumpăra compania Corn Products International, pentru care oferă circa 4,4 miliarde dolari (2,8 miliarde Euro), sumă platită în acțiuni.
Acționarii principali ai companiei sunt (iunie 2008):
- 13,2% FMR
- 7,86% Barclays Global Inv.
- 4,93% Prudential

Număr de angajați în 2008: 7.100
Cifra de afaceri în 2007: 3,9 miliarde USD